# 임내규
임내규(林來圭, 1945년 3월 6일 ~ , 광주)는 대한민국의 공무원이다.

## 학력
- 서울고등학교
- 서울대학교 사회학 학사
- 예일 대학교 경영학 석사

## 경력
- 공업진흥청 품질관리국장
- 통상산업부 중소기업국장
- 통상산업부 중소기업정책관
- 통상산업부 기초공업국장
- 주일대사관 참사관
- 통상자원부 자본재산업국장
- 산업자원부 무역위원회 무역조사실장
- 특허청 차장
- 특허청장
- 산업자원부 차관
- 새천년민주당 정책위원회 부의장
- 가천의과대학교 의학전문대학원 부총장
- 대성그룹 상임고문
- 전라남도지사 산업정책고문
- 차세대컴퓨팅산업협회 회장

| 전임 김영철 | 제14대 특허청 차장 1999년 5월 ~ 2000년 8월 12일 | 후임 유영상 |

| 전임 오강현 | 제15대 특허청장 2000년 8월 12일 ~ 2002년 2월 4일 | 후임 김광림 |

| 전임 이희범 | 제4대 산업자원부 차관 2002년 2월 5일 ~ 2003년 3월 2일 | 후임 김칠두 |